# Искусство и художественная промышленность
«Искусство и художественная промышленность» — русский иллюстрированный художественный журнал, издававшийся Обществом поощрения художеств (ОПХ) в Санкт-Петербурге в 1898—1903 годах. Журнал пропагандировал передвижничество, вёл полемику с журналом «Мир искусства». Просуществовавший недолго журнал оставил заметный след в искусствоведческой журналистике. На его страницах публиковались статьи известных критиков, искусствоведов и деятелей искусства. Печатавшаяся в журнале хроника, содержавшая анонсы выставок в России и за рубежом, является ценным источником для изучения художественной жизни конца 1890-х — начала 1900-х годов.

## История издания
Решение о создании собственного периодического издания было принято на собрании действительных членов ОПХ весной 1898 года, первый номер вышел в октябре 1898. В том же году стал выходить и журнал «Мир искусства» — «идейные противники» журнала ОПХ. Почти одновременное создание этих журналов связано с ощущавшимся в конце 1890-х дефицитом художественной и искусствоведческой периодики.
Редактором журнала был избран Н. П. Собко — искусствовед, библиограф, с 1883 состоявший на должности секретаря Общества. Собко был поборником передвижничества и был тесно связан с Товариществом передвижных художественных выставок.
К участию в журнале был приглашён видный художественный критик и один из главных идеологов передвижничества В. В. Стасов. Также печатались статьи М. М. Антокольского, В. В. Верещагина, Н. П. Кондакова и самого Н. П. Собко. Н. К. Рерих, помощник Собко по работе в ОПХ и в редакции журнала, публиковался под псевдонимом «Р. Изгой».
Причинами краха журнала стал недостаток средств на его издание, проявившийся уже в конце первого года выпуска. Кроме того, журнал отличало несоответствие «духу времени»: к концу 1890-х пропагандировавшееся журналом передвижничество утратило былую популярность. Сыграла свою роль и личность главного редактора: Н. П. Собко отличался ригористичной позицией, воинствующим неприятием новых художественных течений, не позволявшим сменить содержание журнала на более привлекательное для публики. Даже среди «передвижников» некоторые находили журнал скучным, а ОПХ было недовольно недостаточным освещением художественно-промышленной тематики. Вероятно, Собко не хватало требовавшихся для редакторской должности деловых качеств — по воспоминаниям современницы, он, «…превосходный, благородный, честный человек, одушевленный искренней и горячей любовью к искусству, был очень плохой администратор и вовсе не делец».
В конце 1900 напряжение между ОПХ и главным редактором, связанное с плачевным положением дел в журнале, вылилось в окончательный разлад. Собко покинул должность секретаря Общества. Он не согласился с касавшимися журнала предложениями Общества и принял решение продолжать издание самостоятельно, перенеся редакцию журнала из здания ОПХ на Большой Морской в свою квартиру на Почтамтской, 13. Здесь журнал издавался до 1902 года.
Общество поощрения художеств, в свою очередь, предприняло ещё одну попытку выпустить периодическое издание: с 1901 года вместо прежнего журнала начал выходить сборник «Художественные сокровища России» под редакцией А. Н. Бенуа, просуществовавший до 1907 года.

## Оформление
Н. П. Собко придавал большое значение художественному оформлению журнала. В одном из писем он характеризовал будущий журнал как «рассчитанный на распространение в массах по своей дешевизне и в то же время изяществу». На страницах журнала печатались многочисленные цветные хромолитографии, тексты украшали заставки и буквицы, скопированные из старинных русских и иностранных рукописей, а для самого текста использовался шрифт петровской эпохи, созданный лучшим словолитцем московского Печатного двора XVIII века М. Ефремовым. По мнению О. С. Острой, Собко, хоть и был противником «мирискуссников», «воспринял их достижения в сфере книжного оформления» и отчасти использовал их в своём журнале.
Чрезмерные траты на оформление стали камнем преткновения между Обществом поощрения художеств и главным редактором, редакционный совет требовал сменить бумагу и отказаться от цветных иллюстраций. Художник М. М. Далькевич, постоянный корреспондент журнала, писал Собко: «У нас прекрасная, до разврата изысканная бумага, огромные, даром пропадающие поля, на которых могли бы быть разбросаны мелкие иллюстрации, крупный шрифт, даром занимающий слишком много места».